# Omroep Eemsdelta
Omroep Eemsdelta is de lokale omroep voor de gemeente Eemsdelta. De omroep is ontstaan uit een fusie van lokale omroepen in de regio en is voortgekomen uit Radio Delfzicht, de ziekenomroep van het voormalige Delfzicht Ziekenhuis. De omroep brengt nieuws, actualiteiten en programma’s voor inwoners van de gemeente.
De opmroep bereikt ongeveer 50.000 luisteraars via de kabel, glasvezel en ether. De programmering bevat vaste onderdelen, waaronder Goedemorgen Eemsdelta, een ochtendprogramma, en Uurtje Grunnigs, met Groningse muziek. Paul Woldendorp presenteert Sentimental Journey, waarin muziek uit het verleden centraal staat. Jacques van Bragt behandelt evenementen in de regio in de DasJaGoud Uitagenda. Rondje Eemsdelta, gepresenteerd door Maja Dijkstra, biedt een combinatie van nieuws en interviews. EEMSDELTA SPORT verzorgt live verslaggeving van lokale sportevenementen. Tussen live-uitzendingen door worden muziekmixen uitgezonden in NONSTOP-programma’s.
Omroep Eemsdelta zendt ook uit op televisie heeft een tekst-tv-kanaal met lokaal nieuws, weerberichten en ingezonden foto’s. Tijdens radioprogramma’s is er soms een livestream beschikbaar vanuit de studio. Het televisiekanaal is beschikbaar op Ziggo kanaal 46 en KPN kanaal 1501.
Omroep Eemsdelta heeft een radiostudio en redactieruimte in Delfzijl. De omroep werkt met een team van ongeveer 75 vrijwilligers die programma’s en nieuwsuitzendingen verzorgen.